# HD 92036
HD 92036 är en ensam stjärna belägen i den södra delen av stjärnbilden Vattenormen. Den har en skenbar magnitud av ca 4,87 och är svagt synlig för blotta ögat där ljusföroreningar ej förekommer. Baserat på parallax enligt Gaia Data Release 2 på ca 6,6 mas, beräknas den befinna sig på ett avstånd på ca 500 ljusår (ca 153 parsek) från solen. Den rör sig bort från solen med en heliocentrisk radialhastighet på ca 17 km/s.

## Egenskaper
HD 92036 är en orange till röd jättestjärna av spektralklass M1 III Ba0.5, som ligger på den asymptotiska jättegrenen (ABG). Den har en radie som är ca 57 solradier och har ca 741 gånger solens utstrålning av energi från dess fotosfär vid en effektiv temperatur av ca 4 000 K.